# Rock Dust Light Star
Rock Dust Light Star es el 7º álbum de estudio de la banda inglesa Jamiroquai, cuyo lanzamiento fue el 1 de noviembre de 2010.

## Información
El disco ha sido grabado en el estudio casero de Jay, en Buckinghamshire, y en los estudios Hook End Manor, Oxfordshire, y Karma Studios de Tailandia. El álbum ha sido compuesto en su totalidad por la banda y lo ha producido Charlie Russel y Brad Spence. Es el primer disco de la banda que va a ser lanzado bajo el sello discográfico Mercury Records. En la edición japonesa habrá una canción extra de título "That's Not The Funk I Want". El estilo del nuevo disco será el funk-rock, aunque Jay ha dicho que el tono y estilo del álbum es difícil de describir.
El 1 de noviembre de 2010 se lanzó "White Knuckle Ride", aunque no se considera el primer sencillo oficial, sino un sencillo promocional de edición limitada. A éste le siguió el primer sencillo oficial, "Blue Skies" que fue lanzado el mismo día. Los vídeos musicales de ambas canciones se estrenaron en el canal oficial de Youtube de la banda el 25 de septiembre de 2010.
El 1 de octubre de 2010, con el rediseño de la página web oficial de la banda, se mostró un nuevo vídeo donde se mostraba a Jamiroquai grabando el álbum en el estudio. Se desvelaron así varios títulos de algunas de sus canciones: "All Mixed Up In You", "I've Been Working" y "Super Highway". En varias partes del vídeo se ve cómo interpretan esta última. A día de hoy sigue siendo un misterio la canción "Your Window Is A Crazy Television" ya que, aún apareciendo en la lista de canciones en algunas tiendas en línea, se desconoce si parecerá como una canción oculta, una cara B o en futuros sencillos o álbumes. Se grabaron un total de 40 canciones para el disco y 15 de ellas serán lanzadas al mercado en diferentes formatos (CD, vinilo, versión japonesa, edición deluxe).
La promoción oficial del disco empezó el 7 de octubre en México durante una conferencia de prensa donde Jay Kay, Derrick McKenzie, Sola Akingbola, Matt Johnson, Paul Turner and Rob Harris hicieron su aparición antes de los conciertos de Brasil y Colombia. También se trató el tema de una posible gira mundial en 2011.
El 13 de octubre de 2010 se hizo público el nuevo diseño de su página web. El 17 de octubre de 2010 se publicaron en iTunes adelantos de 30 segundos de duración de todas las canciones del disco, incluyendo 2 canciones extra. Estas tuvieron una respuesta muy positiva por parte de los fanes.
El disco ha recibido buenas críticas del Daily Telegraph, que lo ha descrito con adjetivos tales como "poético, reflexivo e inspirador".
White Knuckle Ride Oficialmente ya fue lanzado como primer sencillo del disco.

## Lista de canciones
Listado oficial del Rock Dust Light Star:
1. Rock Dust Light Star (4:44)
2. White Knuckle Ride (3.34)
3. Smoke and Mirrors (4:32)
4. Angeline (3:30) (Disponible en edición deluxe)
5. Hurtin' (4:18)
6. Blue Skies (3:54)
7. Lifeline (4:40)
8. All Good in the Hood (3:36)
9. She's a Fast Persuader! (5:18)
10. Two Completelly Different Things (4:26)
11. Hang It Over (4:54)(Disponible en edición deluxe).
12. Goodbye to My Dancer (4:08)
13. Never Gonna Be Another (4:10)
14. That's Not the Funk I Want (3:26) (Disponible en la edición Japonesa)
15. Hey, Floyd! (5:12)

## Posicionamiento
| Chart (2010)                | Posicionamiento |
| --------------------------- | --------------- |
| Canadian Hot 100            | 40              |
| European Top 100 Albums     | 4               |
| Finnish Albums Chart        | 22              |
| French Albums Chart         | 2               |
| French Digital Albums Chart | 1               |
| German Albums Chart         | 7               |
| German Downloads Chart      | 1               |
| Italian Albums Chart        | 3               |
| Russian Albums Chart        | 2               |
| Swedish Albums Chart        | 23              |
| UK Albums Chart             | 7               |
| UK Digital Albums Chart     | 4               |
| Mexican Albums Chart        | 24              |